# Kodipura, Malavalli
Kodipura là một làng thuộc tehsil Malavalli, huyện Mandya, bang Karnataka, Ấn Độ.